# 朱素云
朱素云（1872年—1930年），小名四妞。名沄，字雅仙（舫仙），号纫秋，祖籍江苏苏州，生于北京，清末民初京剧小生演员。
曾从四喜班小生演员鲍福山学艺。开始学习昆旦，后来改演小生。曾经为清朝内廷供奉。他的“对枪”架势表演得英武洒脱而独具风格。以善于创造新腔而著称，其嗓音不够好，但唱腔曲折婉转，对小生的哭与笑均有所创造。戏路宽广，常为梅兰芳、尚小云、程砚秋配戏。擅演《辕门射戟》、《岳家庄》、《黄鹤楼》、《雅观楼》、《飞虎山》、《御碑亭》、《玉门关》、《白门楼》、《龙凤呈祥》、《夺小沛》、《朱仙镇》等。